# Academia de Ciências da Bahia
A Academia de Ciências da Bahia (ACB) é uma instituição acadêmica brasileira de divulgação e fomento à produção científica e tecnológica na Bahia. Foi fundada em 17 de setembro de 2010 por cientistas, intelectuais e acadêmicos baianos. Compartilha da sede da Fundação de Amparo à Pesquisa do Estado da Bahia (FAPESB) situada na Colina de São Lázaro, bairro da Federação, em Salvador. Para além de ter Roberto Santos como presidente de honra, é presidida pelo médico e pesquisador Manoel Barral Netto desde 2022.

## História

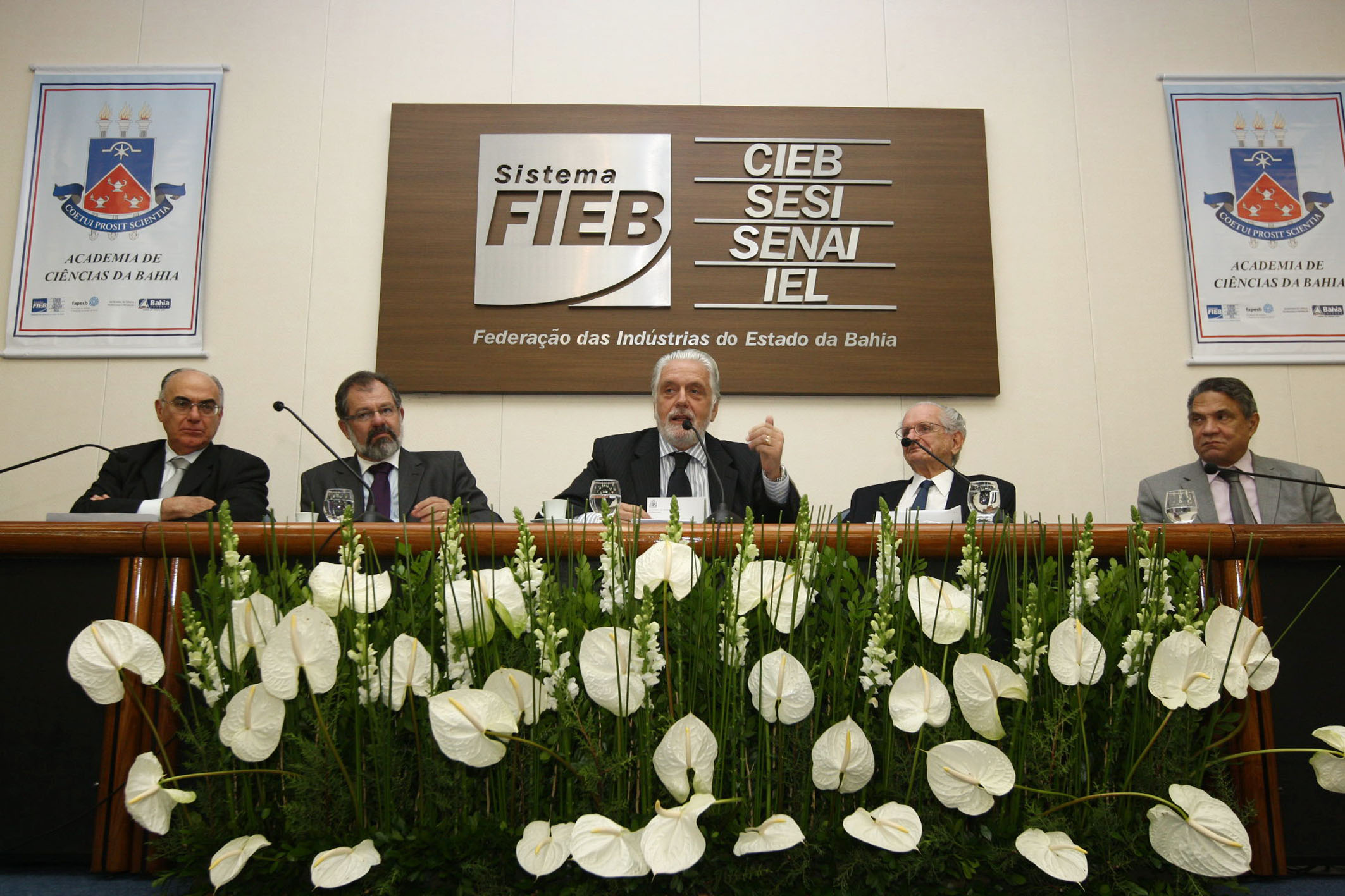
Cerimônia de lançamento da Academia de Ciências da Bahia na FIEB

Apesar de existir na Bahia um histórico de desenvolvimento de ciência e tecnologia, como o naturalista Alexandre Rodrigues Ferreira cujas pesquisas desde o século XVIII o permitiram ingressar na Academia das Ciências de Lisboa, ou as pesquisas médicas produzidas desde o século XIX pela Faculdade de Medicina da Bahia, com cientistas renomados formados por essa instituição como o psiquiatra Juliano Moreira e os médicos Manuel Augusto Pirajá da Silva, Oscar Freire de Carvalho, Clementino da Rocha Fraga e Afrânio Peixoto, ou outros formados por outras unidades da Universidade Federal da Bahia e outras universidades importantes, como o educador Anísio Teixeira, o engenheiro Teodoro Fernandes Sampaio, a geógrafa Consuelo Pondé de Sena, o geógrafo Milton Santos e a linguista Suzana Cardoso, o campo científico e tecnológico no estado não foi organizado como uma comunidade institucionalizada por mais de dois séculos.
Essa situação de desarticulação passou a ser mitigada com a atuação do ex-governador, ex-reitor universitário e ex-ministro da saúde Roberto Santos que articulando cientistas, intelectuais e acadêmicos de distintos campos de saber promoveu a fundação de uma instituição visando fomentar o desenvolvimento de uma cultura de ciência e tecnologia, além de estimular a popularização das ciências no estado da Bahia, tanto por meio das mídias convencionais como digitais. A fundação e instalação da ACB tem lugar em 17 de setembro de 2010, em uma solenidade realizada na Federação das Indústrias do Estado da Bahia (FIEB), tendo sido estabelecida sua sede na FAPESB.
A iniciativa de implantação da Academia de Ciências da Bahia foi articulada com o apoio institucional da FIEB, do Governo do Estado da Bahia, por meio de sua Secretaria de Ciência, Tecnologia e Inovação do Estado da Bahia (SECTI) e da FAPESB, tendo o objetivo de promover fóruns de articulação da ciência, tecnologia e inovação no estado da Bahia. Ela foi concebida para reunir cientistas, intelectuais e acadêmicos dos campos das Ciências Exatas, Agrárias e da Terra; Ciências da Vida; Filosofia e Ciências Humanas; Ciências Sociais Aplicadas; e Artes.
Por dois mandatos (2016-2019 e 2019-2022), o presidente foi Jailson Bittencourt de Andrade.
Quando da morte de Roberto Santos em fevereiro de 2021, a ACB encabeçou uma campanha para dar o nome dele ao Museu de Ciência e Tecnologia da Bahia, para além de sua revitalização, dado seu estado de abandono desde 2018. E em meio às eleições estaduais na Bahia em 2022, a ACB elaborou um documento para envio às candidaturas ao Governo do Estado da Bahia, sob o título "Ciência, Tecnologia e Inovação para o desenvolvimento da Bahia” com propostas baseadas no papel da ciência e da tecnologia para o desenvolvimento socioeconômico. Ainda naquele ano, tomaram posse Manoel Barral Netto como presidente e Evelina Hoisel como vice-presidente em 19 de setembro, para um mandato de três anos em cada posto.